# Eliane Rossi
Eliane Rossi (Milán, Italia, 20 de octubre de 1893 - Buenos Aires, Argentina, 25 de mayo de 1990) fue una soprano y maestra de cantantes.

## Reseña biográfica
Hija de Gisella Vezzani (bailarina) y hermana de Umberto Rossi (violonchelista y pintor) y Alfredo Rossi (pianista), realizó sus estudios de canto con el célebre tenor Francesco Mannucci, en Milán, realizando presentaciones en los principales teatros líricos de esta ciudad, en Bérgamo, Nancy, y en Bélgica y Alemania.
Decidida a radicarse en Argentina, se embarcó en Génova a bordo del transatlántico SS Giulio Cesare, desembarcando el 29 de marzo de 1930 en Buenos Aires.
En Argentina tuvo una destacada actuación en Radio Municipal de Buenos Aires, siendo contratada luego como artista exclusiva en importantes ciclos radiales de Radio Splendid, Radio Excelsior y Radio El Mundo en las décadas del '30 y del '40. Abordó el repertorio de cámara para soprano ligera y en el género operístico se destacó en obras como "I Puritani" de Bellini, "Il Matrimonio Segreto" de Cimarosa, "Los Saltimbanquis" de Ganne y "La Viuda Alegre" de Lehár, actuando junto a destacadas figuras del canto lírico de la época como Enzo Espósito, Pedro Somali, Humberto Di Toto, Carlos Guichandut y Gunter von Berg, bajo la dirección de los maestros Eduardo Buccini y George Andreani, entre otros.

## Docencia
Dueña de una sólida técnica vocal, se consagró casi por completo a la docencia, contando entre sus discípulos a destacados intérpretes como Elsa Durio, Nancy Edery, Enzo Espósito, Lina Rosset, Ricardo Yost, Pol Breval, Mercedes Giusti, todos ellos de trayectoria internacional, y a las platenses Irma Zaffino y Julia Speroni.